# Ортон, Питер Дарбишир
Пи́тер Да́рбишир О́ртон (англ. Peter Darbishire Orton; 1916—2005) — британский миколог, ведущий специалист по роду Паутинник.

## Биография
Питер Ортон родился 28 января 1916 года в Плимуте в семье зоолога Джеймса Херберта Ортона (1884—1953). В детстве переболел корью, из-за чего у него всю жизнь были проблемы со слухом и зрением. Учился в школе в Нортгемптоншире, затем поступил в Кембриджский Тринити-колледж. В 1937 году окончил Тринити-колледж, затем учился в музыкальном колледже.
С 1940 по 1946 год Ортон служил артиллеристом в армии, в свободное время занимался сбором коллекции жуков. Познакомившись с Артуром Пирсоном, Питер вскоре стал членом Британского микологического общества. В 1955 году он получил грант Фонда Наффилд на изучение микологии в Кью с Р. У. Дж. Деннисом и в Редингском университете с Ф. Б. Хорой, занимавшимися подготовкой сводки макромицетов Великобритании. Результатом стал New check list of British Agarics and Boleti (1960).
С 1960 года Ортон преподавал биологию, затем английский язык и музыку в школе в Пертшире. Многие работы Ортона по грибам Шотландии были написаны в соавторстве с Роем Уотлингом. Последняя прижизненная публикация Ортона была издана в 1999 году, в ней описывалось 3 новых вида.
В последние годы Ортон готовил монографию подрода паутинника Telamonia. В апреле 2005 года он скончался.

## Некоторые научные работы
- Dennis, R.W.G.; Orton, P.D.; Hora, F.B. New check list of British Agarics and Boleti. — London, New York, 1960. — 468 p.

## Некоторые виды, названные в честь П. Д. Ортона
- Cortinarius ortonii Moënne-Locc. & Reumaux, 1992
- Entoloma ortonii Arnolds & Noordel., 1979
- Hygrocybe ortoniana Bon, 1989